# 65e régiment de marche
Pour les articles homonymes, voir 65e régiment.
Le 65e régiment d'infanterie de marche (ou 65e régiment de marche) est un régiment d'infanterie français, qui a participé à la guerre franco-allemande de 1870 et à la campagne de 1871 à l'intérieur.

## Création et différentes dénominations
- décembre 1870 : formation du 65e régiment d'infanterie de marche
- 1er octobre 1871 : fusion dans le 65e régiment d'infanterie de ligne

## Chef de corps
Le régiment est commandé par le lieutenant-colonel de Brême par décret du 5 décembre 1870. Le colonel de Guiny le remplace le 29 août 1871.

## Historique
Le 65e de marche est formé le 7-9 décembre 1870 à Bourges,, à trois bataillons à six compagnies. Il amalgame les 3e et 4e compagnies de dépôt du 4e régiment d'infanterie de ligne, les 8e et 9e compagnies de dépôt du 7e, la 6e compagnie de dépôt du 17e, un détachement du 27e, la 3e compagnie de dépôt du 48e, les 5e et 6e compagnies de dépôt du 49e, la 8e compagnie de dépôt du 66e, les 4e et 5e compagnies de dépôt du 68e, la 7e compagnie de dépôt du 71e, la 6e compagnie de dépôt du 93e, et la 9e compagnie de dépôt du 98e.
Il est affecté à la 2e brigade de la 2e division du 19e corps, rassemblé au Camp de Conlie fin décembre. Après l'arrêt des combats contre l'Allemagne, il arrive à Limoges le 5 avril 1871, où il participe au maintien de l'ordre. Il continue ensuite vers Versailles et participe aux opérations contre la commune de Paris.
Il fusionne le 1er octobre 1871 dans le 65e régiment d'infanterie de ligne, renforcé par le 65e régiment d'infanterie de marche bis (deux bataillons de marche du 65e de ligne,, officiellement rattachés au 65e de marche depuis août).